# 311 Dywizja Strzelecka (ZSRR)
311 Dywizja Strzelecka (ros. 311-я стрелковая дивизия) – związek taktyczny (dywizja) Armii Czerwonej.
Sformowana w 1941, w związku z niemiecką agresją na ZSRR. Broniła Leningradu. Przeszła szlak bojowy przez Białoruś, Litwę i Polskę. Zajęła Choszczno i Stargard. Wojnę zakończyła w Wittenberdze.